# Barisal Sadar
Barisal Sadar es un subdistrito (upazila) del distrito (zila) de Barisal, de la región de Barisal, en Bangladés, con una población estimada en marzo de 2016 de 527 017 habitantes.
Se encuentra ubicado en el centro-sur del país, junto a la costa del golfo de Bengala.